# USA Falcons
USA Falcons – istniejący trzy sezony amerykański zespół rugby union utworzony w 2006 roku z inicjatywy IRB w celu uczestniczenia w turnieju North America 4. 

## Historia
Turniej North America 4 został stworzony i był finansowany przez IRB jako część trzyletniego globalnego planu inwestycyjnego, którego celem było zwiększenie liczby rozgrywek na poziomie reprezentacyjnym i wystawienie większej liczby zawodników na wymogi międzynarodowych zawodów. Miał stać się miejscem do identyfikowania i rozwoju potencjalnych reprezentantów Kanady i USA.
W tym celu powstały cztery zespoły – po dwa z USA i Kanady – stworzone dzięki współpracy IRB, USA Rugby i Rugby Canada. Rywalizowały one w jednej grupie systemem kołowym, a po jej zakończeniu czołowa dwójka walczyła w finale, dwie pozostałe zaś w meczu o miejsce trzecie, w trzeciej edycji zaś faza grupowa była zaś walką o rozstawienie przed półfinałami. W 2009 roku zawody zostały zastąpione przez Americas Rugby Championship, zatem zespół został rozwiązany.

## Wyniki
Zespół USA Falcons trzykrotnie w finale tych zawodów uległ Canada West.
| Data                  | Gospodarz   | Wynik   | Gość        | Stadion                               | Skład/Raport | Uwagi        |
| --------------------- | ----------- | ------- | ----------- | ------------------------------------- | ------------ | ------------ |
| 20 maja 2006 13:00    | Canada East | 14 – 29 | USA Falcons | Rotary Stadium, Abbotsford            |              | faza grupowa |
| 24 maja 2006 17:30    | USA Hawks   | 33 – 22 | USA Falcons | Thunderbird Stadium, Vancouver        |              | faza grupowa |
| 27 maja 2006 13:00    | Canada West | 25 – 24 | USA Falcons | Centennial Stadium, Victoria          |              | faza grupowa |
| 22 lipca 2006 18:00   | USA Falcons | 25 – 24 | Canada East | OSU Fred Beekman Park, Columbus       |              | faza grupowa |
| 26 lipca 2006 18:00   | USA Falcons | 45 – 17 | USA Hawks   | OSU Fred Beekman Park, Columbus       |              | faza grupowa |
| 29 lipca 2006 20:00   | Canada West | 31 – 20 | USA Falcons | OSU Fred Beekman Park, Columbus       |              | finał        |
| 7 kwietnia 2007 17:00 | USA Falcons | 48 – 17 | USA Hawks   | Qualcomm Stadium, San Diego           |              | faza grupowa |
| 9 maja 2007 16:00     | USA Falcons | 20 – 5  | Canada East | Steuber Rugby Stadium, Stanford       |              | faza grupowa |
| 12 maja 2007 15:00    | USA Falcons | 29 – 16 | Canada West | Steuber Rugby Stadium, Stanford       |              | faza grupowa |
| 29 czerwca 2007 13:00 | Canada East | 33 – 22 | USA Falcons | Brockton Oval, Vancouver              |              | faza grupowa |
| 3 lipca 2007 19:00    | Canada West | 13 – 11 | USA Falcons | Burnaby Lake Sports Complex, Burnaby  |              | faza grupowa |
| 7 lipca 2007 16:00    | Canada West | 43 – 11 | USA Falcons | Rotary Stadium, Abbotsford            |              | finał        |
| 10 lipca 2008 18:30   | USA Falcons | 39 – 24 | USA Hawks   | Mt. Hood Community College, Gresham   |              | faza grupowa |
| 15 lipca 2008 19:15   | USA Falcons | 26 – 22 | Canada East | Shawnigan Lake School, Shawnigan Lake |              | faza grupowa |
| 19 lipca 2008 16:00   | USA Falcons | 3 – 55  | Canada West | Shawnigan Lake School, Shawnigan Lake |              | faza grupowa |
| 29 lipca 2008 20:00   | USA Hawks   | 12 – 30 | USA Falcons | Infinity Park, Glendale               |              | półfinał     |
| 2 sierpnia 2008 20:00 | Canada West | 16 – 11 | USA Falcons | Infinity Park, Glendale               |              | finał        |